# Alypius (Stylit)
Der heilige Alypius der Stylit war Diakon in Hadrianopolis in Paphlagonien. Er lebte im 7. Jahrhundert und soll 67 Jahre auf einer Säule (Säulenheiliger) verbracht haben. Sein Fest ist der 26. November.